# Agnieszka Łobacz
Agnieszka Łobacz (ur. 1938) – polska dyplomatka, sinolożka.

## Życiorys
Agnieszka Łobacz latach 50. przebywała na studiach językowych w Chinach. Od 1965 do 2005 związana z Ministerstwem Spraw Zagranicznych. Chargé d’affaires RP w Indonezji. Konsul generalna w Hongkongu (1997–2001). Od 2001 do 2005 służyła w Ambasadzie w Pekinie, w tym od listopada 2004 jako chargé d’affaires. Kierowała także Biurem Polskim w Tajpej. Autorka publikacji i tłumaczeń. 

## Przekłady
- Sun Jat-sen, Trzy zasady ludu, Warszawa: Wydawnictwo Akademickie SEDNO : Szkoła Wyższa Psychologii Społecznej, 2014, s. 286, ISBN 978-83-63354-52-7.